# Doidesmus explorator
Doidesmus explorator är en mångfotingart som beskrevs av Chamberlin 1927. Doidesmus explorator ingår i släktet Doidesmus och familjen Chelodesmidae. Inga underarter finns listade i Catalogue of Life.